# キニュラース

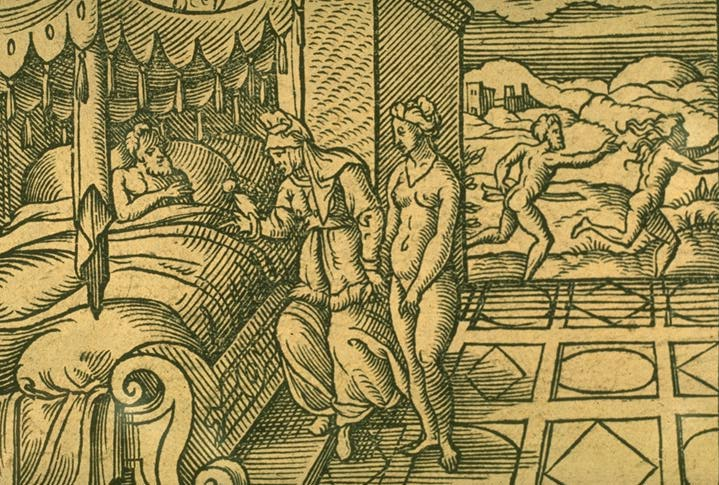
ミュラーとキニュラース

キニュラース （古希: Κινύρας, ラテン文字表記：Cinyras）は、ギリシア神話に登場するフェニキアの王。実の娘であるミュラーに思いを寄せられ、夜の闇によって相手が12歳の娘だということを知らずに近親相姦を行ったが、やがて相手が娘だということを知ることとなる。娘との間にアドーニスが生まれた。妻はケンクレイス。